# Burchardia bairdiae
Burchardia bairdiae är en tidlöseväxtart som beskrevs av Gregory John Keighery. Burchardia bairdiae ingår i släktet Burchardia och familjen tidlöseväxter. Inga underarter finns listade i Catalogue of Life.